# 1963 a jogalkotásban
1963-ban az alábbi jogszabályokat alkották meg:

## Magyarország

### Törvények (1!)
- 1963. évi I. törvény 	 a Magyar Népköztársaság 1963. évi költségvetéséről[1]

### Törvényerejű rendeletek (36)
- 1963. évi 1. törvényerejű rendelet  az anyakönyvekről szóló 1952. évi 19. tvr. módosításáról (jan. 13.)
- 1963. évi 2. törvényerejű rendelet 	 a mezőgazdasági lakosság általános jövedelemadójáról szóló törvényerejű rendeletek kiegészítéséről (jan. 13.)
- 1963. évi 3. törvényerejű rendelet 	 a Magyar Népköztársaság és az Iraki Köztársaság között a Rádió, Televízió, Film, Színházművészet és Hírszolgálat területén való együttműködés tárgyában, Bagdadban, 1961. október 11-én létrejött egyezmény kihirdetéséről
- 1963. évi 4. törvényerejű rendelet 	 a közkegyelem gyakorlásáról
- 1963. évi 5. törvényerejű rendelet 	 a Győri Műszaki Egyetem létesítéséről
- 1963. évi 6. törvényerejű rendelet 	 a nyílt tengerről szóló, Genfben, 1958. április 29-én aláírt szerződés kihirdetéséről
- 1963. évi 7. törvényerejű rendelet 	 a Genfben, 1950. évi szeptember hó 16. napján kelt, a nemzetközi főútvonalak építésére vonatkozó Nyilatkozat kihirdetéséről
- 1963. évi 8. törvényerejű rendelet 	 a kiállításon, vásáron, kongresszuson, vagy hasonló esemény alkalmával bemutatandó, vagy felhasználandó áruk behozatalánál engedélyezett kedvezményekre, valamint a munkaeszközök vámelőjegyzésben történő behozatalára vonatkozóan Brüsszelben, 1961. június 8-án létrejött vámegyezmények kihirdetéséről, egységes szerkezetben a végrehajtásáról szóló 5/1963. (X. 5.) KkM rendelettel
- 1963. évi 9. törvényerejű rendelet 	 a muzeális emlékek védelméről
- 1963. évi 10. törvényerejű rendelet 	 a dolgozók társadalombiztosítási nyugdíjáról szóló 1958. évi 40. törvényerejű rendelet módosításáról és kiegészítéséről
- 1963. évi 11. törvényerejű rendelet 	 a Magyar Népköztársaság Kormánya és az Indiai Köztársaság Kormánya között New Delhiben, az 1962. évi március hó 30. napján kötött kulturális együttműködési egyezmény kihirdetéséről
- 1963. évi 12. törvényerejű rendelet 	 a vámügyekben történő együttműködésről és kölcsönös segítségnyújtásról Berlinben 1962. július 5-én megkötött Egyezmény kihirdetéséről
- 1963. évi 13. törvényerejű rendelet 	 a Magyar Népköztársaság 1962. évi költségvetésének végrehajtásáról
- 1963. évi 14. törvényerejű rendelet 	 az erdőbirtokossági társulatok jövedelemadójáról szóló 1958. évi 25. törvényerejű rendelet módosításáról
- 1963. évi 15. törvényerejű rendelet 	 a Magyar Népköztársaság Kormánya és a Csehszlovák Szocialista Köztársaság Kormánya között a határsávforgalom szabályozása tárgyában Prágában, 1962. évi október hó 16-án megkötött egyezmény kihirdetéséről
- 1963. évi 16. törvényerejű rendelet 	 a Magyar Népköztársaság és a Szovjet Szocialista Köztársaságok Szövetsége között a szociális ellátás területén való együttműködés tárgyában Budapesten, az 1962. december 20-án kötött egyezmény kihirdetéséről
- 1963. évi 17. törvényerejű rendelet 	 a Magyar Népköztársaság Kormánya és a Jugoszláv Szövetségi Népköztársaság Kormánya között a tehergépjárművel végzett árufuvarozás, valamint az ezzel kapcsolatos vámeljárás szabályozása tárgyában 1962. évi február hó 9-én aláírt Egyezmény kihirdetéséről
- 1963. évi 18. törvényerejű rendelet 	 a kisiparosok kötelező kölcsönös nyugdíjbiztosításáról szóló 1961. évi 20. törvényerejű rendelet módosításáról és kiegészítéséről
- 1963. évi 19. törvényerejű rendelet 	 a tudományos minősítésről és a tudományos fokozatokról
- 1963. évi 20. törvényerejű rendelet 	 a Magyar Népköztársaság Kormánya és a Koreai Népi Demokratikus Köztársaság Kormánya között az egészségügyi együttműködés tárgyában Budapesten, 1963. évi március hó 29. napján aláírt egyezmény kihirdetéséről
- 1963. évi 21. törvényerejű rendelet 	 a Magyar Népköztársaság Kormánya és a Szovjet Szocialista Köztársaságok Szövetségének Kormánya között a kettős állampolgárság eseteinek kiküszöbölése tárgyában Moszkvában, 1963. január 21-én létrejött egyezmény kihirdetéséről
- 1963. évi 22. törvényerejű rendelet 	 a rendőrség fegyverhasználati jogáról
- 1963. évi 23. törvényerejű rendelet 	 a nemzetközi fuvarozásnál használatos rakodólapok vámkezeléséről Genfben, 1960. december 9-én kelt európai egyezmény kihirdetéséről
- 1963. évi 24. törvényerejű rendelet 	 a büntetésvégrehajtásnak az igazságügyminiszter felügyelete alá helyezéséről
- 1963. évi 25. törvényerejű rendelet 	 a képzőművészeti és iparművészeti alkotások, valamint dekorációs anyagok többszörösítésének és forgalombahozatalának szabályozásáról szóló 1955. évi 12. törvényerejű rendelet módosításáról
- 1963. évi 26. törvényerejű rendelet 	 a légkörben, a világűrben és a víz alatt végzett nukleáris fegyverkísérletek betiltása tárgyában Moszkvában, 1963. augusztus 5-én létrejött szerződés kihirdetéséről
- 1963. évi 27. törvényerejű rendelet 	 a Magyar Népköztársaság és az Osztrák Köztársaság között a növényvédelmi együttműködésről Budapesten, 1963. évi július hó 9. napján aláírt egyezmény kihirdetéséről
- 1963. évi 28. törvényerejű rendelet 	 a mezőgazdasági termelőszövetkezetek tagjainak kötelező kölcsönös nyugdíjbiztosításáról szóló 1957. évi 65. törvényerejű rendelet módosításáról és kiegészítéséről
- 1963. évi 29. törvényerejű rendelet 	 a testnevelési és sportmozgalom társadalmi irányításáról
- 1963. évi 30. törvényerejű rendelet 	 a Kiadványok Nemzetközi Cseréjéről, valamint a Hivatalos Kiadványok és Hatósági Irományok Államok Közötti Cseréjéről szóló egyezmények kihirdetéséről
- 1963. évi 31. törvényerejű rendelet 	 a személyi fizetések megállapításával kapcsolatos rendelkezések módosításáról
- 1963. évi 32. törvényerejű rendelet 	 az állami földnyilvántartásról
- 1963. évi 33. törvényerejű rendelet 	 az anyakönyvekről és a házasságkötési eljárásról
- 1963. évi 34. törvényerejű rendelet 	 a dolgozók egészsége és testi épsége védelmével kapcsolatos kérdések szabályozásáról
- 1963. évi 35. törvényerejű rendelet 	 az egyes kitüntetések alapításáról szóló 1953. évi V. törvény módosításáról
- 1963. évi 36. törvényerejű rendelet 	 a A Magyar Népköztársaság Állami Díja, a Kossuth-díj, a Magyar Népköztársaság Kiváló Művésze és a Magyar Népköztársaság Érdemes Művésze kitüntető címek adományozásáról

### Miniszteri rendeletek
- 1/1963. (II. 24.) MM rendelet a címzetes egyetemi (főiskolai) tanárokról és docensekről
- 10/1963. (VII. 6.) PM rendelet az 1963. évi földadófizetési kötelezettségnek búza helyett egyéb terményekkel való teljesítéséről, illetőleg pénzben történő lerovásáról
- 15/1963. (X. 12.) PM rendelet az erdők haszonbérének megállapításáról és fizetéséről, valamint az erdők kezelési és használati viszonyainak rendezésével kapcsolatos illetékmentességéről
- 4/1963. (XII. 8.) IM rendelet a sellyei járásbíróság megszüntetéséről